# گودزیلا در برابر بیولانته
گودزیلا در برابر بیولانته (به ژاپنی: ゴジラVSビオランテ، Gojira tai Biorante) (به انگلیسی: Godzilla vs. Biollante) فیلمی ژاپنی محصول سال ۱۹۸۹ است. این فیلم یک فیلم علمی تخیلی تولید شده توسط کمپانی توهو می‌باشد. کارگردان و نویسنده آن کازوکی اوموری می‌باشد. این فیلم هفدهمین مجموعه از سری فیلم‌های گودزیلا است.

## داستان
گروهی از دانشمندان نمونه‌ای از بافت بدن گودزیلا را پس از آخرین هجوم او به توکیو در شهر می‌یابند. این بافت بدست یک سرباز مزدور دزدیده می‌شود. در این میان، در خاورمیانه محقق ژاپنی، گنشیرو شیراگامی به همراه دخترش اریکا قصد برگشت به ژاپن را دارند که در انفجار تروریستی بمبی، آزمایشگاهش نابود شده و دخترش کشته می‌شود. پنج سال بعد، دکتر شیراگامی و دانشمند دیگری با نام میکی سائه‌گوسا بر روی نیروی روانی گل‌های رز تحقیق می‌کنند. دو گروه تحقیقات او را زیر نظر دارند: شرکت ژنتیکی بیو-میجور آمریکا، و شخصی تروریست که برای کشوری تخیلی با نام سارادیا کار می‌کند. مشخص می‌شود که دکتر شیراگامی قصد به وجود آوردن یک باکتری را دارد که رادیواکتیو را از بین برده و به عنوان سلاحی گودزیلا به کار رود. شب هنگام که گروه دزدان و قاتل اجیر شده سارادیا قصد ورود به آزمایشگاه دکتر شیراگامی را دارند با یکدیگر مواجه شده و شروع به تیراندازی به هم می‌زنند. در این بین گیاهی بزرگ که می‌تواند حرکت کند وارد کارزار شده و چند تن از آنان را می‌کشد و باعث فرار بقیه می‌شود. صبح هنگام گیاه را در کنار دریاچه‌ای در نزدیکی می‌بینند. دکتر شیراگامی به پلیس اعتراف می‌کند که در نتیجه جنون ناشی از اندوه مرگ دخترش، سلول‌های گودزیلا را با سلول‌های گل رز و نیز دی‌ان‌آ دخترش ترکیب کرده‌است و اکنون آن گیاه می‌تواند همچون یک انسان عمل کند و نام آن بیولانته است. ادامه داستان به نبرد گودزیلا و بیولانته می‌پردازد.